# A. R. Saleh Salem
A. R. Saleh Salem (àrab: سالم عبد الرحمن صالح, Sālim ʿAbd ar-Raḥmān Ṣāliḥ) (4 de gener de 1993), és un jugador d'escacs dels Emirats Àrabs Units, que té el títol de Gran Mestre des de 2009.
A la llista d'Elo de la FIDE del gener de 2016, hi tenia un Elo de 2627 punts, cosa que en feia el jugador número 1 (en actiu) dels Emirats Àrabs Units. El seu màxim Elo va ser de 2627 punts, a la llista del gener de 2016 (posició 148 al rànquing mundial).

## Resultats destacats en competició
Ha estat tres cops campió dels Emirats Àrabs Units (2008, 2011 i 2102). Campió de l'Àsia Sub14 el 2007, Sub16 el 2008 i Sub18 el 2009.
Participà en la Copa del món de 2011 on fou eliminat a la primera ronda per Dmitri Iakovenko, i a la Copa del Món d'escacs de 2013 on fou eliminat per Anish Giri també a la primera ronda.
El 2015 fou campió de l'Àsia amb 7 punts de 9, els mateixos punts que Surya Shekhar Ganguly però amb millor desempat. Aquest triomf significà obtenir una plaça per la Copa del món de 2015 on fou eliminat a la primera ronda per Wei Yi.

### Participació en olimpíades d'escacs
Salem ha participat, representant els Emirats Àrabs Units, en quatre Olimpíades d'escacs entre els anys 2008 i 2014, amb un resultat de (+21 =8 –9), per un 65,8% de la puntuació. El seu millor resultat el va fer a l'Olimpíada del 2010 en puntuar 8½ d'11 (+7 =3 -1), amb el 77,3% de la puntuació, amb una performance de 2599.